# Nematanthus corticola
Nematanthus corticola är en tvåhjärtbladig växtart som beskrevs av Heinrich Adolph Schrader. Nematanthus corticola ingår i släktet Nematanthus och familjen Gesneriaceae. Inga underarter finns listade i Catalogue of Life.